# Belharra-Perdun
Ne doit pas être confondu avec Belarra.
Belharra-Perdun (ou simplement Belharra), 43° 24′ 37″ N, 1° 43′ 08″ O, est un haut-fond situé sur la côte basque au large d'Urrugne, dans le département des Pyrénées-Atlantiques, en France. Ce haut-fond engendre une vague très violente du même nom, qui engloutissait parfois les navires amarrés entre Bidart et Guéthary, avant la construction de la digue. 

## Description
Cette vague de 8 à 15 mètres de haut en moyenne qui se forme au nord-ouest de la baie de Saint-Jean-de-Luz, entre Socoa et Hendaye, à environ 2,5 kilomètres de la côte, est devenue un spot de surf mondialement connu. Elle ne déferle que rarement, pas du tout certaines années.
Le haut-fond, situé entre 14 et 18 mètres,, est composé d'un plateau rocheux présentant une marche formant un surplomb. Par houle faible c'est un site de plongée.
En basque, belharra signifie "herbe" et itsas-belharra signifie "algue".

## Vague de surf
La vague a été surfée pour la première fois le 22 novembre 2002.
Elle a déferlé : en 2003 le 10 mars, les 16, 17,18 janvier 2009, en 2011 le 16 février, en 2013 les 28 octobre et 22 décembre, en 2014 le 7 janvier, en 2016 les 3, 4 janvier et 16 décembre , en 2018 les 4 janvier, 18 avril et le 10 décembre, en 2019 le 18 février, en 2020 le 15 février et le 29 octobre, en 2022 les 7 et 24 novembre, en 2023 le 28 octobre, en 2025 le 27 janvier.
La vague peut dépasser les 20 mètres, comme ce fut le cas en 2011 avec une vague de 20,4 mètres surfée par Benjamin Sanchis.

## Postérité
Le nom de cette vague, rendue célèbre par la communauté des surfeurs au delà du pays basque, a acquis une connotation de modernité et de dynamisme, et a été attribué à une clinique de Bayonne, des entreprises, une classe de frégates de défense et d'intervention (FDI), etc.